# Malá vodní elektrárna

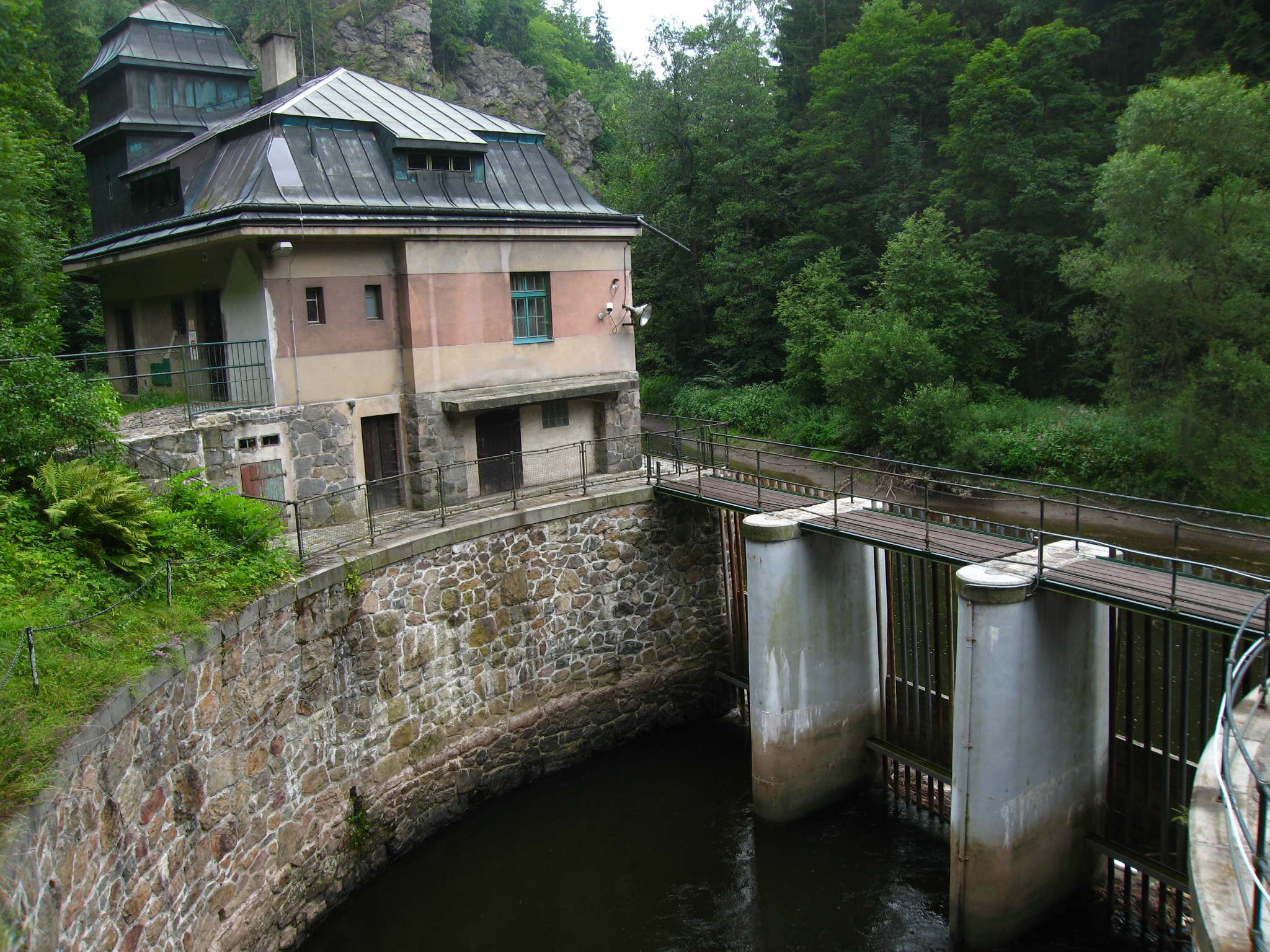
Malá vodní elektrárna Spálov

Malá vodní elektrárna (MVE) je označení pro vodní elektrárny s instalovaným výkonem maximálně do 10 MW včetně. Evropská unie však považuje za MVE vodní elektrárny do výkonu 5 MW. Velká většina výkonu vodních elektráren (cca 90 %) je z elektráren o výkonu větším než 5 MW a zbylých cca 10 % je z MVE podle evropského řazení.
Malé vodní elektrárny se většinou budují v místě bývalých mlýnů a jezů. Pro konstrukci malých vodních elektráren se nejčastěji používá Kaplanova turbína, která patří mezi nejefektivnější vodní turbíny.

## Dělení MVE podle některých parametrů

### Podle výkonu
- průmyslové (od 1 MW)
- minielektrárny (do 1 MW)
- mikrozdroje (do 0,1 MW)
- domácí (do 35 kW)

### Podle spádu
- nízkotlaké (do 20 m)
- středotlaké (20 – 100 m)
- vysokotlaké (od 100 m)

### Dle nakládání s vodou
- průtokové
- akumulační
- přečerpávací